# Xốt Genova

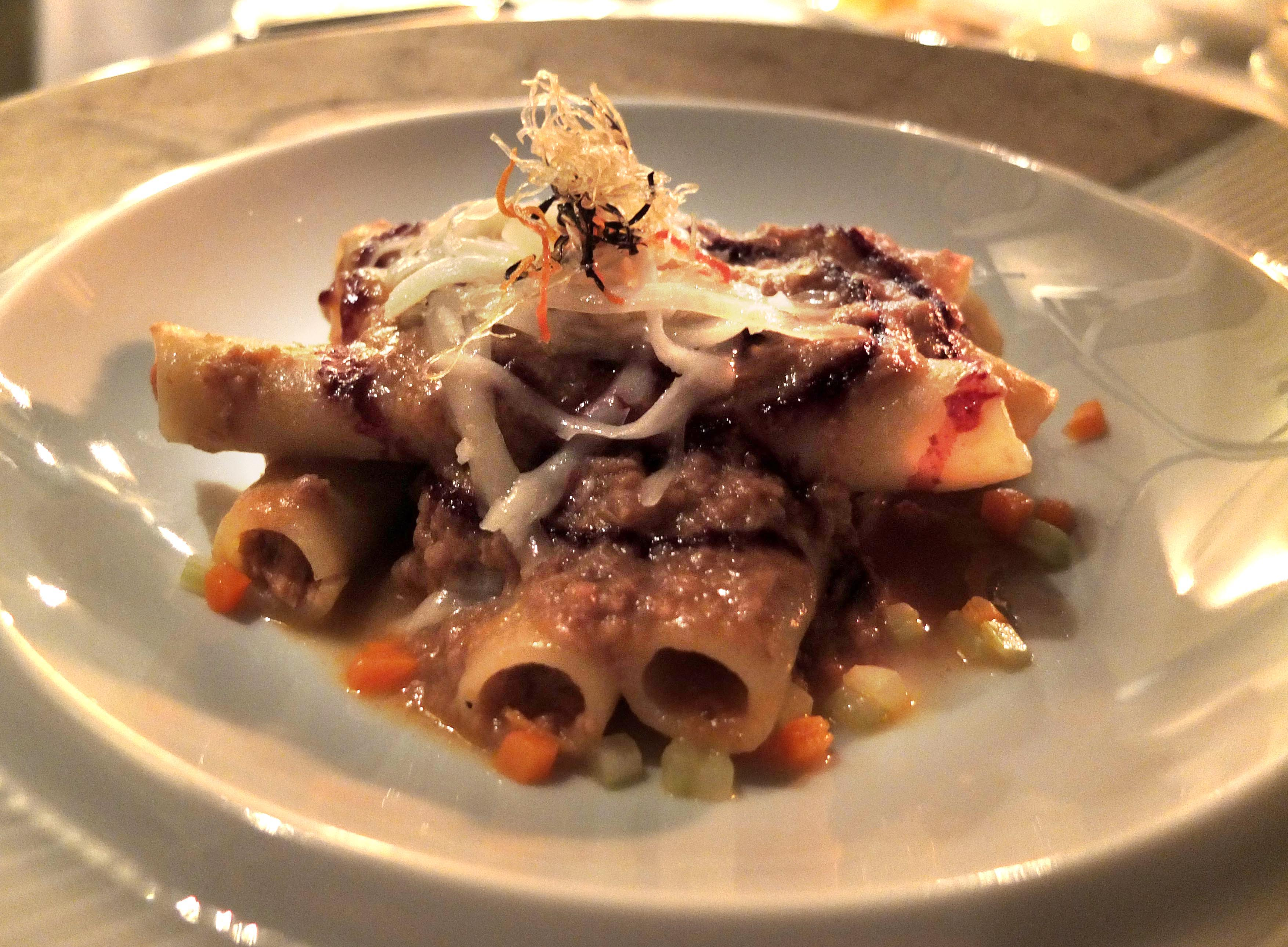
Xốt Genova với mì Ý

Xốt Genova là một loại nước sốt mì ống giàu hành tây từ vùng Campania, Ý. Nó có thể được đưa đến Napoli từ thành phố Genova phía bắc nước Ý trong thời Phục hưng, và sau đó nó đã trở nên nổi tiếng ở Campania và bị lãng quên ở nơi khác.
Xốt này là không bình thường với thời gian chuẩn bị dài được sử dụng để làm mềm và hương vị hành tây.

## Lịch sử
Mặc dù tên của nó, có nghĩa là "theo phong cách của Genova", nước xốt Genova là một loại nước sốt mì cơ bản của Napoli và là một phần quan trọng trong lịch sử ẩm thực của thành phố này. Nó đã được đưa vào thành phố vào thế kỷ 15 hoặc 16. Nước xốt này có thể được mang theo bởi những người nhập cư hoặc thương nhân Genovese, tại thời điểm Genova và Naples là hai trong số các cảng quan trọng nhất của Ý. Nó cũng có thể được đề cập đến tên của nhà phát minh của nó, vì Genova là một họ rộng rãi ở Campania. Nước sốt Genova hiện chưa được biết đến ngoài Campania.
Việc sử dụng hành tây của xốt này có thể phản ánh ảnh hưởng của Pháp và giống với Boeuf à la mode. Trong giữa thế kỷ 19, 'Cá hồi ở Hollandaise và sốt Genova' đã được phục vụ trong nhà hàng Grand Véfour của Palais-Royal ở Paris như một món ăn sang trọng.
Nước sốt Genova không được nhầm lẫn với Pesto từ Genova và Liguria, cũng như với Salsa Genovese, một loại gia vị rượu vang đỏ và rau cho cá, cũng như với nước sốt génevoise từ hồ Geneva, cũng được ăn kèm với cá.